# Tamjanika

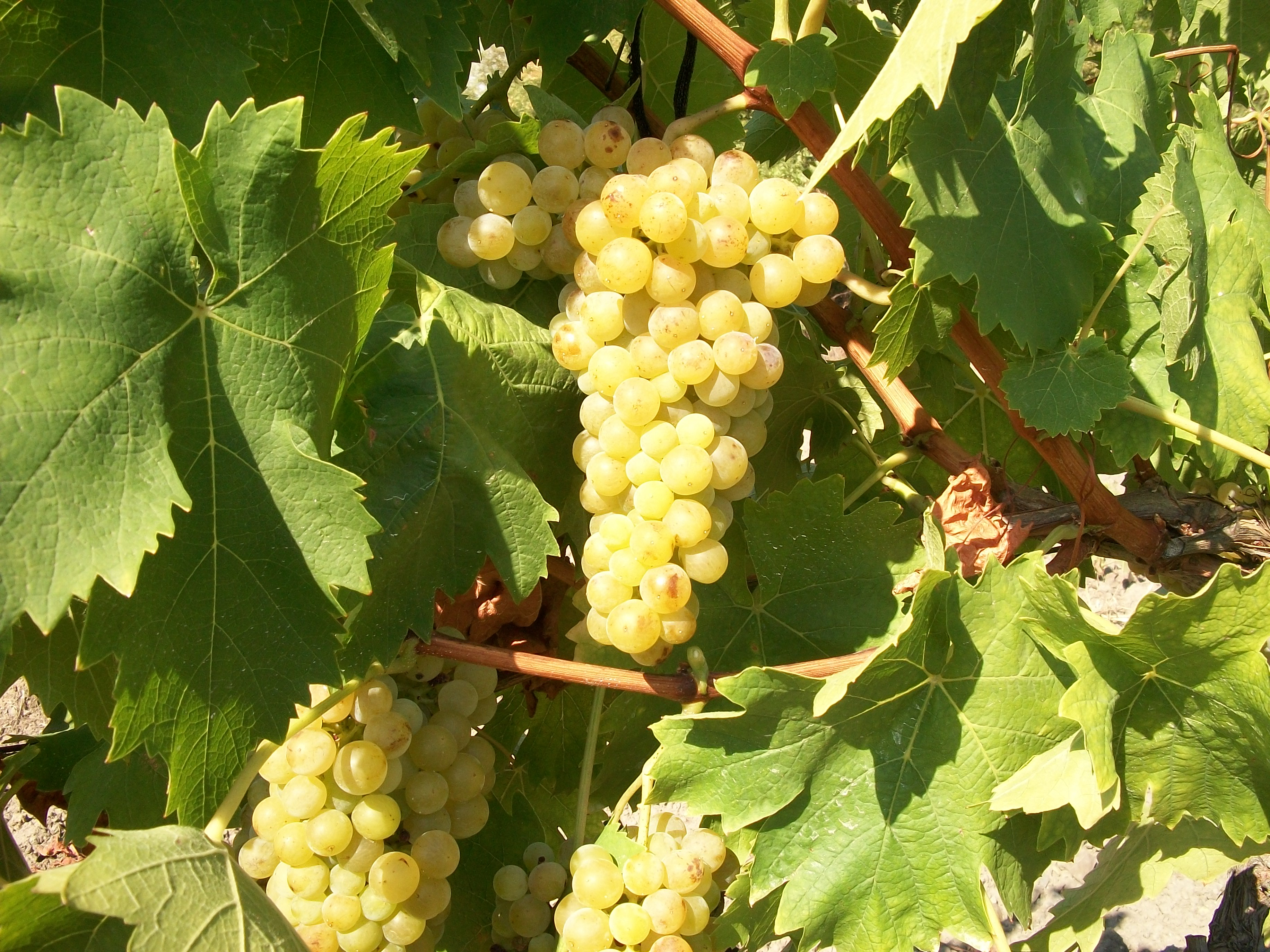
Tamjanika / Muscat Blanc

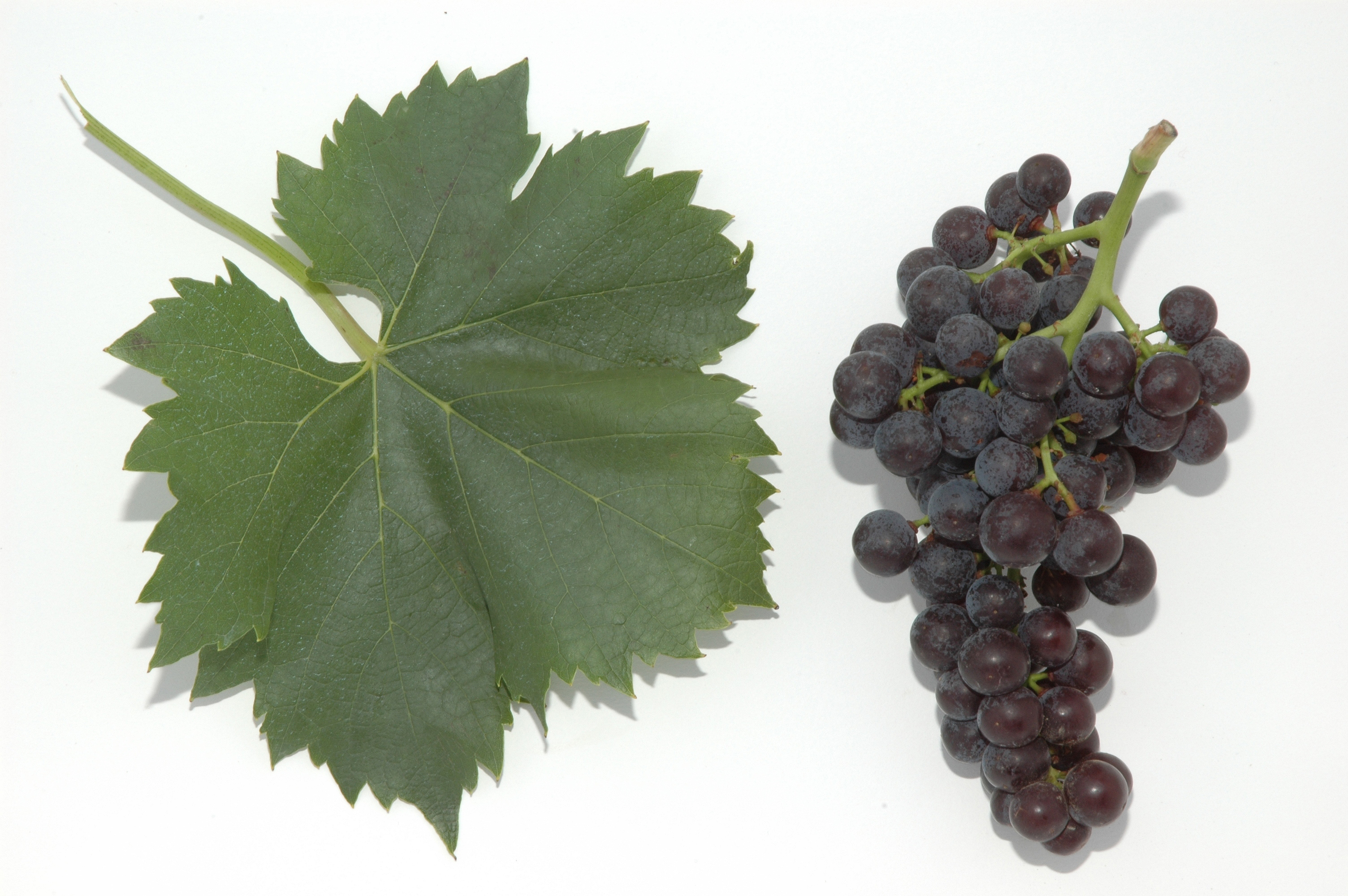
Den mycket ovanliga blå Tamjanika (Rosenmuskatell)

Tamjanika (serbiska: тамјаника) är i regel en grön vindruva som enligt DNA-analys är Muscat Blanc à Petits Grains. Den odlas bl.a. i Serbien, Bulgarien och Nordmakedonien. Den är uppkallad efter tamjan (rökelse), på grund av sin intensiva doft, vilken kan kännas flera meter bort. Druvorna är små och gröna, gula eller rosa. Druvan mognar i september. Tamjanika används för att producera vita viner med intensiv fruktarom och smak. I Bulgarien odlas den i det varma området Södra Sakar på grund av sin frostkänslighet.
Det finns också en blå Tamjanika.